# Hyrule Warriors: Age of Calamity
Hyrule Warriors: Age of Calamity (ゼルダ無双 厄災の黙示録) é um videogame de ação desenvolvido pela Koei Tecmo Games e lançado em 2020 pela Nintendo para Nintendo Switch. Sequela de Hyrule Warriors, se passa cem anos antes dos eventos de The Legend of Zelda: Breath of the Wild.